# Équipe d'Andorre de hockey sur glace
L’équipe d’Andorre de hockey sur glace est la sélection nationale d’Andorre des meilleurs joueurs andorrans de hockey sur glace lors des compétitions internationales. Elle est sous la tutelle de la Federacio andorrana d’esports del gel et n'est pas classée au classement IIHF en 2018.

## Historique
Bien que la Fédération andorrane de sports de glace soit membre de la Fédération internationale de hockey sur glace depuis 1995, la sélection nationale ne fait ses débuts que 22 ans plus tard à l'occasion de la première édition de la  Development Cup, un tournoi organisé à domicile en compagnie de pays ne prenant pas part aux Championnats du monde. Les Andorrans disputent leur première partie le 29 septembre 2017 face au Portugal, s'inclinant 3-2 après une séance de tirs de fusillade. Ils enchainent ensuite trois autres revers face au Maroc, l'Irlande puis de nouveau le Portugal, se classant finalement quatrième et dernier de l'événement.

## Résultats

### Development Cup
- 2017 - 4e place
- 2018 - 4e place
- 2022 - 5e place

## Entraîneurs
| Période     | Nom des entraîneurs | Nationalité |
| ----------- | ------------------- | ----------- |
| Depuis 2017 | Oriol Boronat       | Espagne     |